# Santonio Holmes
Santonio Negron Holmes Jr. (Belle Glade, Florida, 1984. március 3. –) amerikai amerikaifutball-játékos, wide receiver az NFL-ben. A Pittsburgh Steelers csapata draftolta a 2006-os NFL Draft első körében. Az egyetemi éveit az Ohio State csapatában töltötte.

## Korai évek
A Glades Central High School-ban tanult Belle Glade-ben, az amerikaifutball mellett kosárlabdázott és futó is volt. A futballban csapatát kettő állami bajnoki címhez és egy 12-1 győzelmi statisztikához segítette. Kosárlabdában is sikeres volt, csapata állami második helyezett lett. Futásban a csapata az első évében állami bajnok lett, és 4 × 400 m-es váltónak is tagja volt, mely kétszer lett állami bajnok. Santonio a Glades Central Community High School-ban 3,4-es átlaggal végzett 2002-ben.

## Egyetemi karrier
Holmes az Ohio State University tanulója volt, ahol piros inges lett, amikor 2002-ben az egyetem nemzeti bajnok lett.
Holmes 245 passzt kapott el, összesen 2295 yard távolságra, és 25 touchdown-t ért el, miközben 3123 yardot tett meg. A 240 elkapás és a 3496 yard az ötödik legjobb teljesítmény az iskola történetében. A 25 touchdown elkapása alapján a 3. helyre sorolható.

## Profi karrier

### Pittsburgh Steelers

#### 2006
Holmes a befejezés előtt egy évvel hamarabb otthagyta az egyetemet, és az első körben ki is választották a 2006-os NFL Draftban. Összesen 25. volt, akit kiválasztottak, Plaxico Burress óta ő volt az első receiver akit a Steelers az első körben választott. Holmes, aki az Ohio State csapatában a 4-es számot viselte (ezt a számot widereceiver nem viselheti az NFL-ben), a 10-es számot kapta, korábban Pittsburgh-ben ezt a számot Roy Gerela kicker és Kordell Stewart quarterback viselte.
A Steelers bosszantó 2006-os szezonja során sokat kritizálták Holmes-t a speciális csapategységben returner poszton nyújtott teljesítményéért, mivel rendszeresen fumble-t csinált. Receiver poszton több sikert ért el, mivel itt jobban tudta kamatoztatni atlétai adottságait és más képességeit. A 6. héten elnyerte a hét újonca címet az október 15-én a Kansas City Chiefs elleni 58 yarddal elkapásból és 13 futva megtett yarddal.
A szezon során Holmes Cedrick Wilson helyére került a kezdő csapatban, a 2006-os szezont 49 elkapással, ebből 824 yarddal és 2 touchdownnal zárta. A szezon legjobb teljesítményét az utolsó mérkőzésen nyújtotta, amikor a hosszabbításban a Cincinnati Bengals ellen elkapott egy passzt Ben Roethlisbergertől, és 67 yardos touchdownt szerzett, így biztosította a Steelers győzelmét. Egy puntot is visszahordott 65 yardra - így touchdown-t elérve - december 17-én a Carolina Panthers ellen.

#### 2007
Holmes lett a Steelers kezdő split endje. Élvezte az kitörően sikerült szezonját, vezette a Steelers listáját elkapásból szerzett yardokban és touchdownokban, és kiemelkedett, mély benyomást tett az NFL-ben. A szezon első hetében a Cleveland Broncos ellen egy 40 yardos passzból touchdownt csinált, ezzel is hozzásegítve csapatát a 34–7-es győzelemhez. A 4. héten az Arizona Cardinals elleni vesztes meccs volt az egyik legjobbja ifjú profiként, 6 elkapással, 128 yarddal és 2 touchdownnal. A 9. hét folyamán egy másik 2 touchdownos teljesítménnyel is büszkélkedhetett a Baltimore Ravens ellen, mindkét touchdownt az első félidőben szerezte. A meccset 4 elkapással, 110 yarddal és 2 touchdownnal zárta. A 16. héten jegyezte a legtöbb elkapásból szerzett yardot egy meccs alatt, 133 yarddal, a St. Louis Rams ellen. Az évet 942 elkapásból szerzett yarddal és 8 touchdownnal zárta. A ligában ő volt a legjobb elkapásonként megtett yardok tekintetében.
Karrierje első rájátszásbeli mérkőzésén, egy 31–29-es vesztes meccsen a Jacksonville Jaguars ellen, 3 elkapása volt, ezekből 49 yardot és egy touchdown-t szerzett.

#### 2008
A 2007-es szezonnal ellentétben Holmes 2008-ban újra hordott vissza puntokat. Holmes kitűzte magának azt a célt, hogy a szezon mind a 16 meccsén játszani fog. Emiatt edzésekkel 11 fonttal (kb.5 kg) növelte a súlyát.
Holmes a szezont 2 elkapással és ezekből 19 yarddal kezdte, a Houston Texans elleni győztes meccsen. A következő, 10-6-os győzelemmel záruló, Cleveland Browns elleni találkozón Holmes 94 yardot szerzett 5 elkapásból, és egy 10 yardos visszahordást is csinált. A következő, Philadelphia Eagles elleni vesztes mérkőzésen 3 elkapást jegyzett, összesen 32 yardra. A következő héten szerzett először pontot a szezon során, a hosszabbításban, a Baltimore Ravens ellen, a meccset 61 yarddal, 3 elkapással és 1 touchdownnal zárta. Az utolsó hetén 89 yardot futott 5 elkapásból a Cincinnati Bengals elleni győztes mérkőzésen.
Az elkövetkező időszakot a kispadon töltötte, miután letartóztatták marihuána birtoklásáért. Holmes-t az edző Mike Tomlin kétszer is a kispadon tartotta. Ki kellett hagynia a New York Giants elleni vesztes mérkőzést is, ám ezután újra játszhatott, egy hétfő esti rangadón a Washington Redskins ellen.
Statisztikailag Holmes teljesítménye romlott a 2007-es évben mutatotthoz képest. Elkapások számában, szerzett yardokban és elkapási átlagban is rosszabb lett. Holmes így is nagyban hozzájárult a csapat teljesítményéhez, különösen a Cowboys elleni mérkőzésen, amikor egy hosszú passzt elkapva feltüzelte csapata offense-ét.
A Super Bowl XLIII-ben Holmes beállította a Steelersnek az NFL-rekordot a 6. Super Bowl győzelemmel, miután elkapta Ben Roethlisbergerger 6 yardos touchdown-passzát 35 másodperccel a meccs vége előtt. A találkozó folyamán 9 passzt kapott el, 131 yardot tett meg a labdával és 1 touchdownt szerzett, ebből 4 passzt 71 yardra az utolsó, meccset eldöntő drive-ban. Megválasztották a mérkőzés legértékesebb játékosává, ő lett a 6. wide receiver, a Steelers csapatából a harmadik (Lynn Swann és Hines Ward után) aki elnyerte a címet.

### New York Jets
2010. április 11-én Holmes-t a Pittsburgh Steelers eladta a New York Jets csapatának, cserébe egy 5. körös választásért a 2010-es NFL Draft-ban. (A Steelers később ezt a választási lehetőséget eladta az Arizona Cardinals csapatának egy hatodik körös választási lehetőségért és a visszatérő Bryant McFadden-ért. A Cardinals a lehetőséget egy quarterback-re, John Skelton-ra használta fel.) Kicsivel az üzlet létrejötte után az NFL úgy döntött, hogy Holmes-nak 4 mérkőzést ki kell hagynia, mivel megsértette az NFL droghasználatra vonatkozó szabályzatát.
Holmes eladása azután jött be a képbe, miután incidense támadt egy nightclubban (lásd lejjebb), mely nagyon hasonló Ben Roethlisberger ügyeihez, és a Steelers példát akart statuálni a játékosával. Ha nem adták volna el Holmes-t, a Steelers valószínűleg simán elengedte volna, és hasonló sorsra jutott volna, mint az első körben draftolt Huey Richardson, akit a következő évben csak a 7. körben választottak ki.

## Összeütközések a törvénnyel
Holmes bevallotta, hogy fiatalabb korában drogot árult az utcán a szülővárosában, Belle Glade-ben. Anyja hatására hagyta abba, és persze a vágya, hogy amerikaifutball-játékos legyen, is nagy befolyással volt rá.
Holmes-t letartóztatták Miami Beach-en, Floridában 2006. május 27-én csendháborításért. A vádat ejtették, miután kifizette a büntetést. Másodszor 2006. június 18-án tartóztatták le, családon belüli erőszakért Columbusban, Ohioban
2006. július 7-én Holmes a Franklin County bíróságon, Columbusban, Ohioban kellett hogy megjelenjen egy előtárgyaláson házasságon belüli erőszak miatt és egy meghallgatáson egy elmulasztott forgalmi matrica miatt. Elismerte, hogy nem vett matricát, és kifizette a bírságot. Bár Lashae Boone, Holmes lányának anyja és az erőszak áldozata kérte, hogy ejtsék a vádakat, de ezt az ügyész megtagadta. Az ügy a bíróság elé került, később a vádakat ejtették.
2008. október 23-án letartóztatták és beidézték marihuána birtoklásáért. Közzétett egy bocsánatkérést, miután ki kellett hagynia egy meccset, melyben leírja, hogy az összes erőfeszítés azért volt, hogy a csapatot győzelemhez segítse és hogy elérje a célját.
2010. március 24-én Anshonae Mills feljelentést írt Holmes ellen egy március 7-ei incidens miatt, a lány állítása szerint Holmes hozzávágott egy üveget egy nightclubban, Orlandoban. Bár Mills nem bírta a költségeket, amikbe Holmes és a rendőrség belekényszerítette, a ügyet újra elővették. Egy a nightclubban történt incidenst kritizáló hozzászólás Twitteren történt megjelenése után Holmes a így reagált : "kill urself", vagyis nyírd ki magad. Később azt írta, hogy marihuána hatása alatt állt mikor ezt a hozzászólását megjelentette. Holmes azt állítja, hogy a lapját feltörték, és nem ő írta a kommenteket.
Április 29-én a Pittsburgh-i Nemzetközi Reptér egyik feljegyzése szerint egy légi utaskísérő elmondta, hogy Holmes nem volt hajlandó kikapcsolni iPodját, és kérte, hadd beszélhessen a nő felettesével. Holmes leszállt a gépről, beszélt a tiszttel, aki emlékeztette, hogy eleget kell tennie a szabályoknak, de nem büntette meg. Holmes később mesélt az incidensről a Jets edzőjének, Rex Ryan-nek is.